# Баттерворт Стейвли
Баттерворт Стейвли или Батеруорт Стейвли (англ. Butterworth Stavely) — вымышленный персонаж в рассказе Марка Твена 1879 года «Великая революция в Питкэрне», американский авантюрист и флибустьер, который провозгласил себя Батеруортом I — императором острова Питкэрн.
Марк Твен основал свой рассказ на одном предложении из военно-морского отчёта адмирала Элджернона де Горсея: «Один незнакомец, американец, поселился на острове — сомнительное приобретение», которое, вероятно, относилось к Питеру Батлеру, пережившему в 1875 году кораблекрушение «Хандеша». История, вероятно, была также вдохновлена жизнью Джошуа Хилла, реального американского правителя Питкэрна в 1830-х годах.
Батеруорт Стейвли приходит к власти, используя внутренние разногласия и подозрения, связанные с судебным процессом между Кристианом II и Элизабет Миллс Янг, быстро признаёт островное сообщество лёгкой добычей для такого проницательного манипулятора, как он сам, и немедленно приступает к посеву семян недовольства и коррупции. Ему удаётся свергнуть главного магистрата Джеймса Расселла Маккоя и поставить себя на эту должность. В быстром порядке Стейвли навязывает западный стиль культуры острову, вводя все обычные проблемные формы политической и социальной иерархии, военной структуры (флот состоит из одного вельбота — единственной лодки на острове), бумажной валюты и налогообложений и провозглашает себя императором Батеруортом I. В конце концов абсурдность громоздкого мира, который создаёт Батеруорт Стейвли, становится очевидной даже для простых островитян, а они, в свою очередь, проводят восстание против «раздражающего английского ига», свергают Батеруорта I и восстанавливают старый порядок.
Циничное манипулирование Стейвли доверчивыми островитянами было истолковано как обвинение западному империализму и культурной тирании американских миссионеров.